# Rojé Stona
Rojé Stona (Montego Bay, 26 febbraio 1999) è un discobolo giamaicano, medaglia d'oro nel lancio del disco alle Olimpiadi di Parigi del 2024.

## Palmarès
| Anno | Manifestazione  | Sede     | Evento           | Risultato | Prestazione | Note                                            |
| ---- | --------------- | -------- | ---------------- | --------- | ----------- | ----------------------------------------------- |
| 2023 | Mondiali        | Budapest | Lancio del disco | 19° (q)   | 62,67 m     |                                                 |
| 2024 | Giochi olimpici | Parigi   | Lancio del disco | Oro       | 70,00 m     | Record olimpico · Miglior prestazione personale |